# Jacques Baudrier
Jacques Baudrier (París, 4 de mayo de 1872-Le Castellet, 24 de abril de 1947) fue un deportista francés que compitió en vela en la clase tonelaje. Participó en los Juegos Olímpicos de París 1900, obteniendo dos medallas, una de plata y una de bronce.

## Palmarés internacional
| Juegos Olímpicos | Juegos Olímpicos | Juegos Olímpicos  | Juegos Olímpicos     |
| Año              | Lugar            | Medalla           | Clase                |
| ---------------- | ---------------- | ----------------- | -------------------- |
| 1900             | París (Francia)  | Medalla de plata  | ½ – 1 Ton (regata 1) |
| 1900             | París (Francia)  | Medalla de bronce | 1 – 2 Ton (regata 1) |